# 50 Hudson Yards
50 Hudson Yards è un grattacielo che si trova a Manhattan, New York . L'edificio, ultimo grattacielo facente parte della riqualificazione del quartiere di Hudson Yards ad essere costruito, si trova a nord di 30 Hudson Yards e sul lato est di Hudson Park e Boulevard, adiacente a 55 Hudson Yards. Si prevede che sarà completato nel 2022.
Una volta completato, 50 Hudson Yards si classificheranno come la quarta torre per uffici più grande di New York City in termini di area calpestabile, con 270,000 m² di spazio commerciale disponibili. Situato all'angolo sud-ovest di 34th Street e 10th Avenue, sostituirà il drive-through McDonald's che aveva occupato a lungo lo spazio.

## Storia
Nell'aprile 2014 sono stati presentati i nuovi rendering di un edificio di 210,000 m². Inizialmente l'altezza della torre doveva essere di 326 metri. Anche i piani dell'edificio furono cambiati; l'edificio, originariamente inteso come una struttura a gradini con una facciata bianca, è stato aggiornato per riflettere una struttura in tre parti con tre componenti rettangolari, ognuna più piccola di quella sottostante.
Nel dicembre 2016, è stato pubblicato un piano rivisto per l'edificio con il gestore patrimoniale BlackRock che sarebbe diventato da subito l'inquilino principale. Sono stati rivelati nuovi rendering per l'edificio, progettati da Norman Foster + Partners. Nel settembre 2017, le società collegate agli sviluppatori hanno ottenuto finanziamenti per $ 3,8 miliardi per la nuova torre, incluso un prestito di $ 1,5 miliardi. Mitsui Fudosan possiede una quota del 90 percento nell'edificio. Bank of China, Deutsche Bank, HSBC, Sumitomo Mitsui e Wells Fargo hanno contribuito al finanziamento della torre.
I lavori sulla fondazione di 50 Hudson Yards sono iniziati a maggio 2018. Nell'agosto 2018, l'altezza dell'edificio è stata leggermente aumentata dagli inizialmente previsti 300 metri ai 308 metri attuali. Nel gennaio 2019, gli sviluppatori hanno svelato due sculture a forma di stella dell'artista statunitense Frank Stella che verranno posizionate nella hall dell'edificio.